# Tom Englén
Tom Bengt Englén (* 19. Februar 1969 in Växjö) ist ein schwedischer Beachvolleyballspieler. Er wurde vier Mal schwedischer Meister im Sand.

## Karriere
Englén spielte sein erstes internationales Turnier 1991 bei den Almería Open und belegte dort mit Fredrik Peterson den 18. Platz. 1994 kehrte die die beiden Schweden in Carolina auf die World Tour zurück. 1995 erreichten sie als Siebte der Espinho Open erstmals die Top Ten bei einem Turnier der World Tour. Am Ende des Jahres konnten sie das Ergebnis in Kapstadt wiederholen. Bei der World Tour 1996 erreichten sie einen 13. Platz in Hermosa Beach. Außerdem qualifizierten sich Englén/Peterson für die Olympischen Spiele in Atlanta. Dort verloren sie ihr erstes Spiel gegen die Kubaner Álvarez/Rosell. In der Verlierer-Runde unterlagen sie dem kanadischen Duo Child/Heese und schieden somit aus. Nach dem Olympiaturnier kamen sie beim Grand Slam in Pornichet und beim Turnier in Jakarta auf den 13. Rang; in Carolina wurden sie Neunte.
1997 erreichten sie viermal den 17. Platz und einen neunten Rang bei den Teneriffa Open. Anschließend nahmen sie an der Weltmeisterschaft in Los Angeles teil. Dabei kamen sie jedoch nicht über den 33. Platz hinaus.
1998 bildete Englén ein neues Duo mit Niclas Tornberg. Mit seinem neuen Partner kam er jedoch auf der World Tour nicht mehr über den 33. Platz hinaus. Lediglich als Dritter des Challenger-Turniers in Albena konnte er noch eine vordere Platzierung erreichen. Sein letztes Turnier absolvierte er bei den Marseille Open 2000 mit Mikael Oestberg.